# Epialtinae
De Epialtinae vormen een onderfamilie uit de infraorde krabben (Brachyura).

## Geslachten
De Epialtinae omvat de volgende geslachten: 
- Acanthonyx Latreille, 1829
- Alcockia Števčić, 2005
- Alfredalcockia Števčić, 2011
- Antilibinia MacLeay, 1838
- Cyclonyx Miers, 1879a
- Epialtoides Garth, 1958
- Epialtus H. Milne Edwards, 1854
- Esopus A. Milne-Edwards, 1875
- Eupleurodon Stimpson, 1871
- Goniothorax A. Milne-Edwards, 1879
- Griffinia Richer de Forges, 1994
- Huenia De Haan, 1837
- Leucippa H. Milne Edwards, 1834
- Lophorochinia Garth, 1969
- Menaethiops Alcock, 1895
- Menaethius H. Milne Edwards, 1834
- Mimulus Stimpson, 1860
- Mocosoa Stimpson, 1871
- Perinia Dana, 1851
- Pugettia Dana, 1851
- Sargassocarcinus Ward, 1936
- Simocarcinus Miers, 1879
- Taliepus A. Milne-Edwards, 1878
- Xenocarcinus White, 1847

### Uitgestorven
- Actinotocarcinus  †  Jenkins, 1974
- Eoinachoides  †  Van Straelen, 1933
- Nanomaja  †  Müller & Collins, 1991
- Panticarcinus  †  Collins & Saward, 2006
- Periacanthus  †  Bittner, 1875